# Neugasse (Jena)
Die Neugasse ist eine Straße in der Universitätsstadt Jena zwischen Engelplatz und Knebelstraße im Stadtzentrum.
In der Neugasse 23 lebte und wirkte der Chemiker und Freund Goethes Johann Wolfgang Döbereiner, im Hellfeldschen Haus. Zu Einrichtung eines chemischen Instituts hatte Goethe 1816 dieses im Auftrag von Großherzog Carl August erworben, wie der Tafel zu ersehen ist. In der Neugasse 11 befand sich eine Lehranstalt für Medizinisch-technische Assistentinnen, welche zwischen 1937 und 1939 errichtet wurde, wie der Tafel an der Hauswand zu entnehmen ist. Seinen Namen hat die Neugasse wohl von dem Neutor aus dem Jahre 1536. Bis 1888 wurde hier Geld erhoben. Die Neugasse 9 zieren Tafeln zahlreicher Persönlichkeiten unter anderem Karl Ludwig von Knebel, dem „Urfreund“ Goethes bzw. Otto von Guericke. Carl Zeiß eröffnete 1846 seine feinmechanisch-optische Werkstatt in der Neugasse 7.

## Bilder

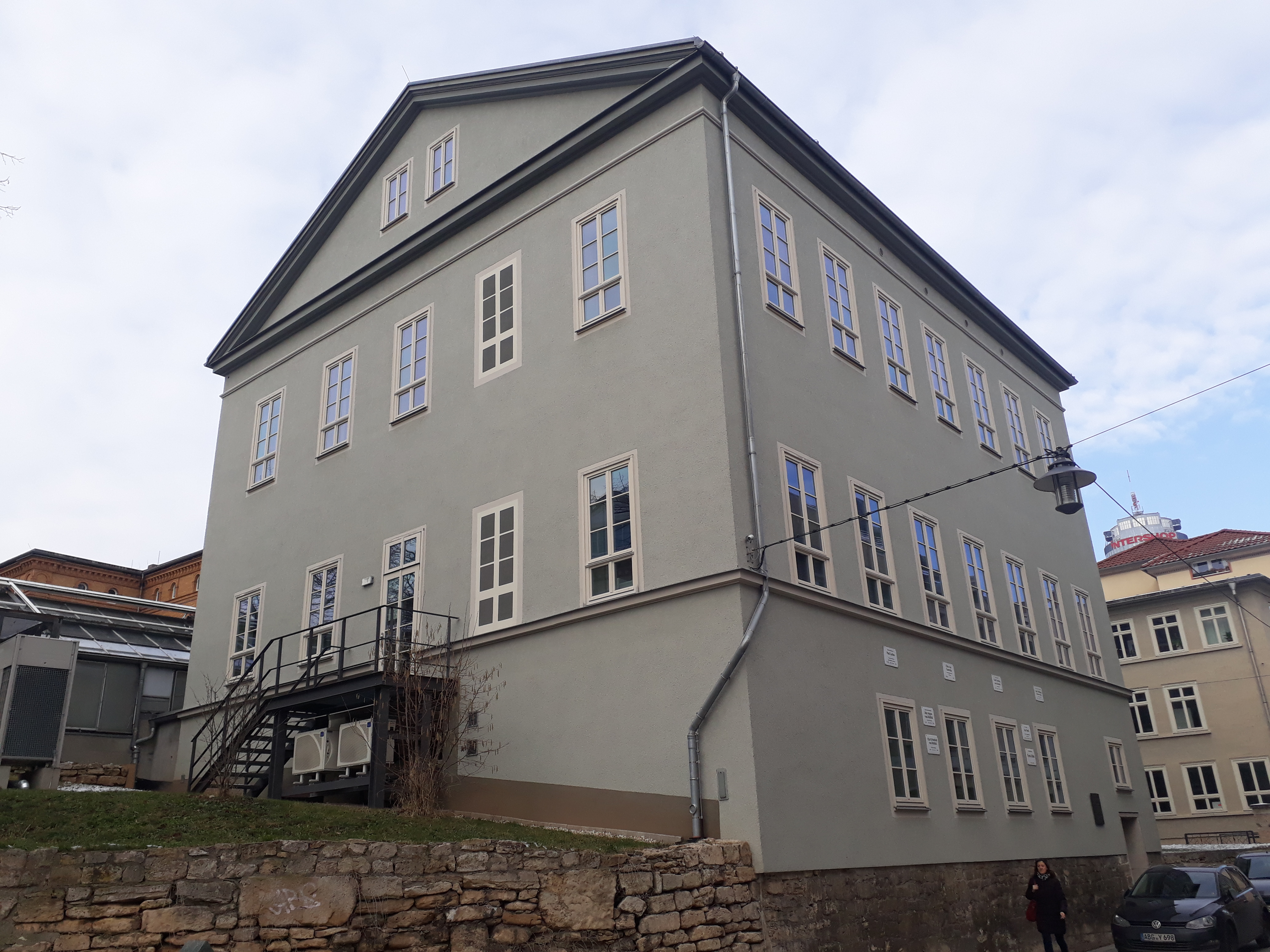
Hellfeldsches Haus
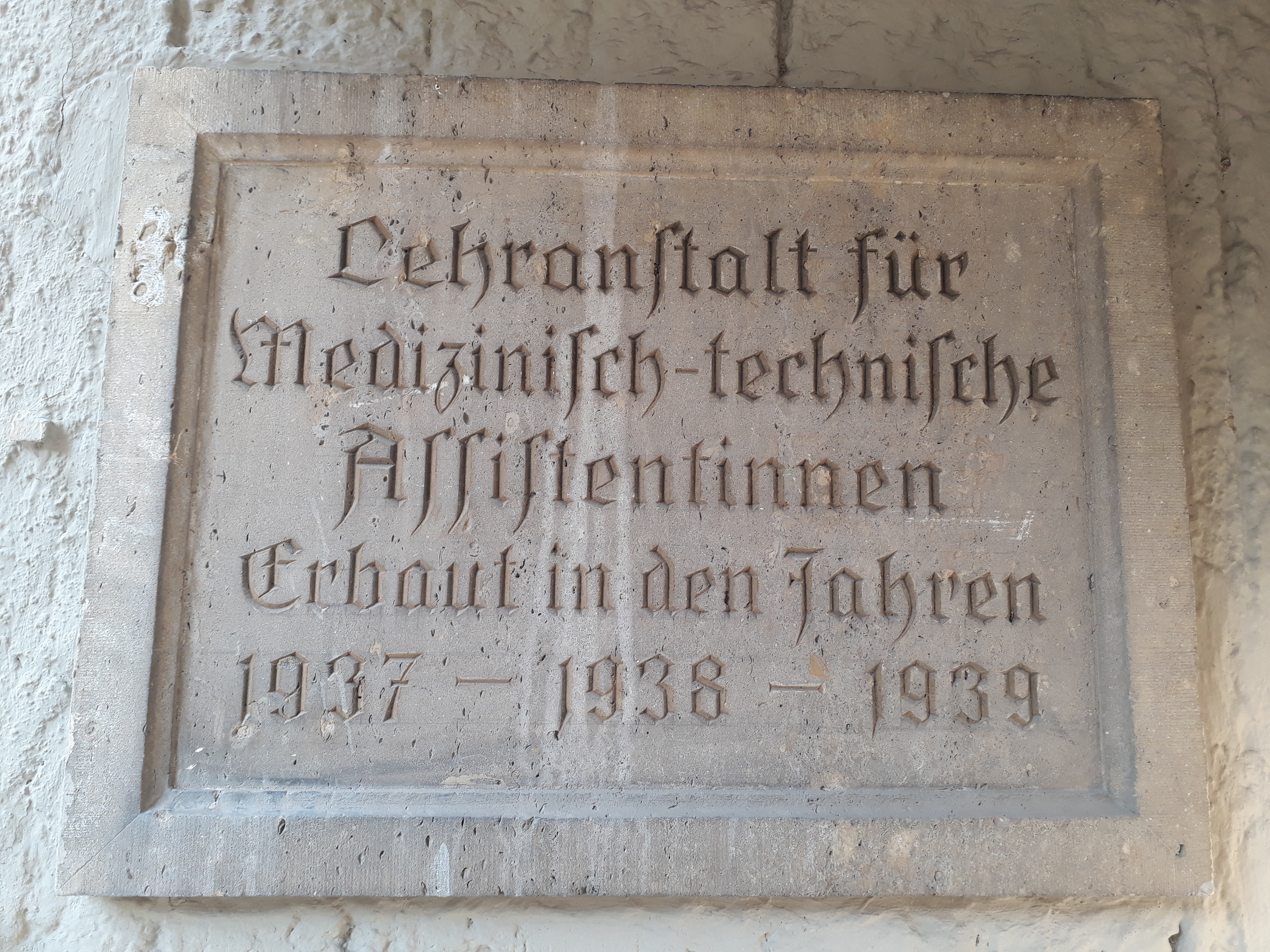
Neugasse 11
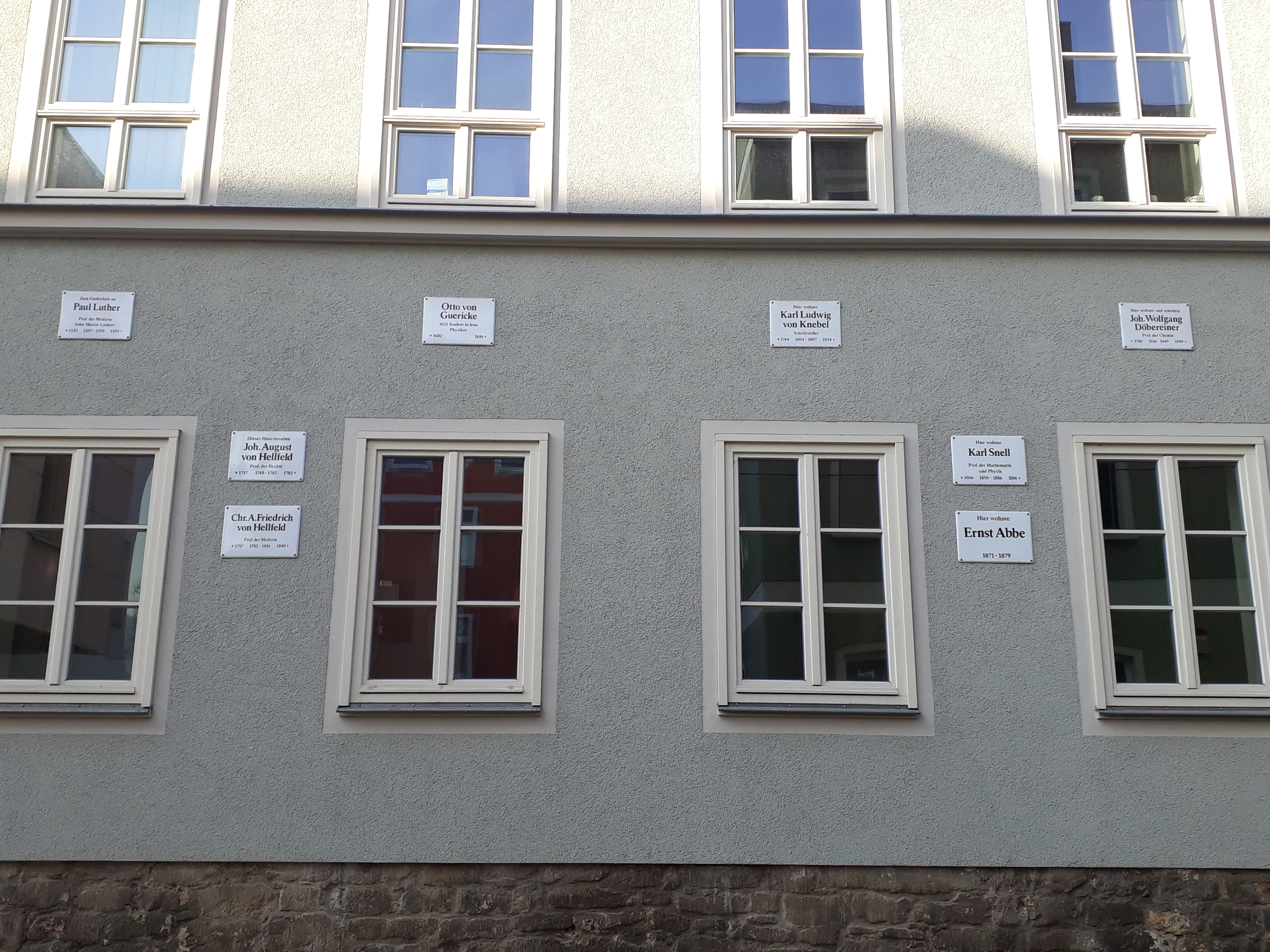
Neugasse 9
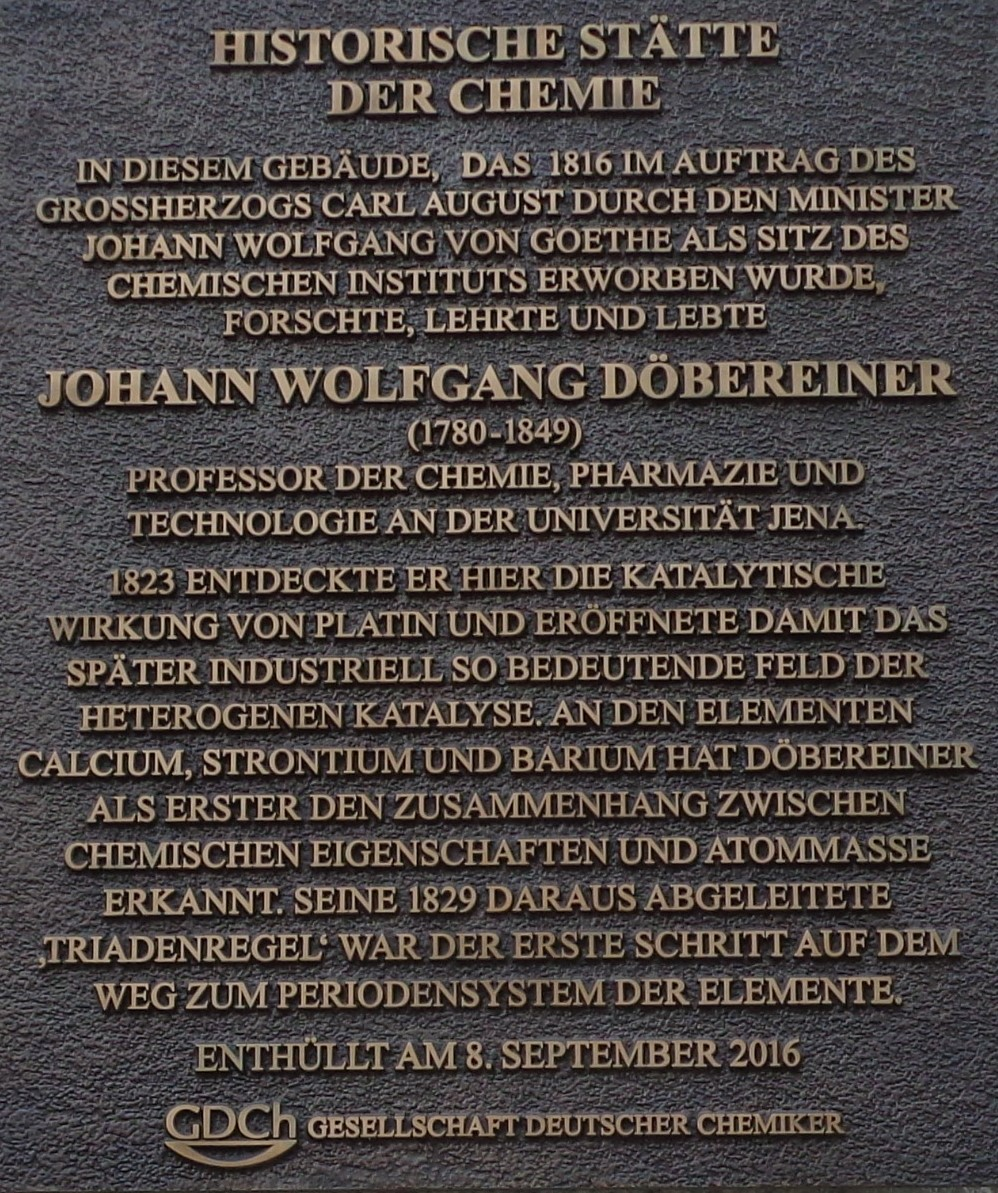
Gedenktafel für Johann Wolfgang Döbereiner